# 杨一青
杨一青（1915年—2000年），男，江西万载人，中华人民共和国政治人物，曾任新疆维吾尔自治区政协副主席，新疆维吾尔自治区人大常委会副主任，第六届全国人大代表。